# Хенераль-Кабрера
Хенераль-Кабрера (исп. General Cabrera) — город и муниципалитет в департаменте Хуарес-Сельман провинции Кордова (Аргентина).

## История
Населённый пункт был основан в 1893 году как сельскохозяйственная колония. Своё название он получил в честь конкистадора Херонимо Луиса де Кабрера, основавшего город Кордова.